# ثعلبية فأرية
الثعلبية الفأرية (باللاتينية: Alopecurus utriculatus) نوع نباتي يتبع جنس الثعلبية من الفصيلة النجيلية. يضم عددًا من الضروب.

## الموئل والانتشار
موطن النبات في بلاد الشام وقبرص وتركيا واليونان.

## مرادفات للاسم العلمي
- (باللاتينية: Alopecurus anthoxanthoides Boiss.)